# Casa Montoya
La casa Montoya o casa vasca es un edificio histórico del primer tercio del siglo XX situado en Almería (provincia de Almería, Andalucía). Desde el año 2015 es una de las sedes del Museo de Arte de Almería. 

## Historia
Diseñada por el arquitecto Guillermo Langle en 1928, fue mandada construir por Antonio González Egea, terrateniente, banquero, consignatario de uva de Ohanes, concejal y alcalde de Almería. 
González Egea no llegó a habitar la casa, pues interrumpió las obras la Guerra Civil, y este morirá poco después. La habitan después su hijo, José González Montoya (que da nombre al apelativo con que se conoce el edificio) y la viuda de este, la empresaria turística y filántropa Francisca Díaz Torres, quien la donó al ayuntamiento de Almería en 1984 a título póstumo a fin de que fuera convertida en museo.
Tras ser expoliada durante la guerra, entre 1942 y 1943 se restaura con ayudas públicas para la Reconstrucción de la Dirección General de Regiones Devastadas. Ese año, el día 9 de mayo, pernocta en ella el dictador Francisco Franco durante su visita a la capital almeriense.
Desde 2015, la conocida como casa de Doña Pakyta, forma parte del Museo de Arte de Almería.

## Descripción
Se trata de una casona de estilo neovasco. La extrapolación de estilos arquitectónicos a ámbitos ajenos a su origen fue habitual en España en el primer tercio del siglo XX, y es posible que el origen de este caso esté en las vacaciones pasadas por González Egea en Biarritz o en sus viajes de negocios a Reino Unido. En cualquier caso, la Casa Montoya es un sorprendente ejemplo de arquitectura regionalista del norte en el centro de una ciudad sureña y mediterránea como Almería. Langle aplica la asimetría con acierto en fachada y planta.